# 닝보 센터
닝보 센터는 중화인민공화국 닝보에 공사중인 마천루이다.